# Seltjarnarnes

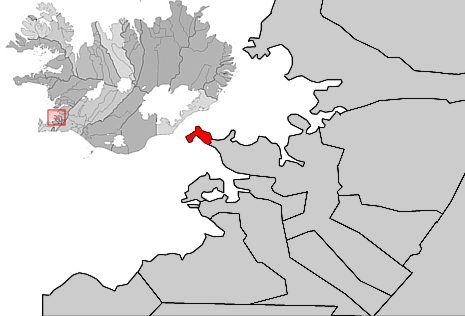
Seltjarnarnes kommun, geografiskt läge

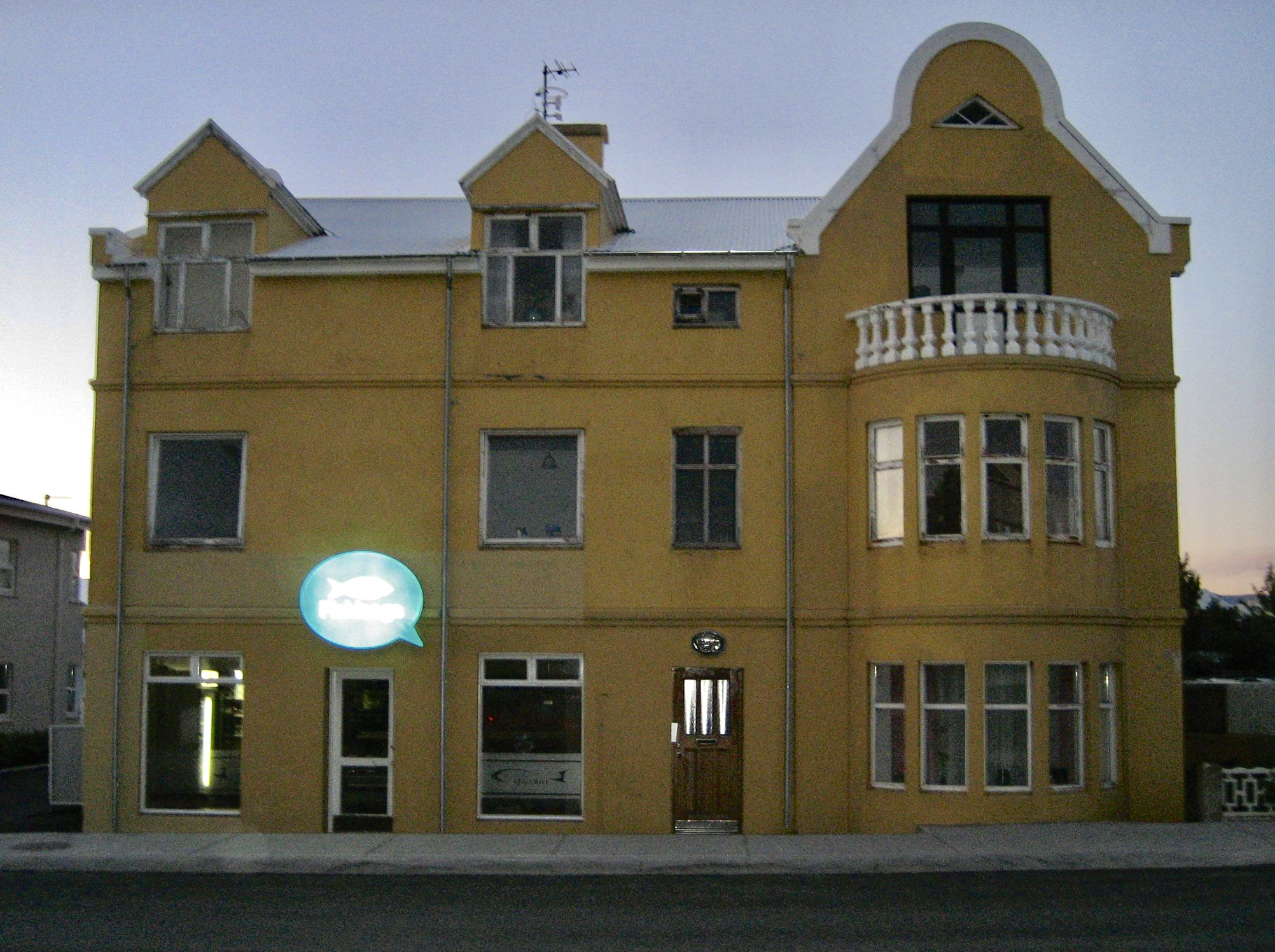
Hus i Seltjarnarnes

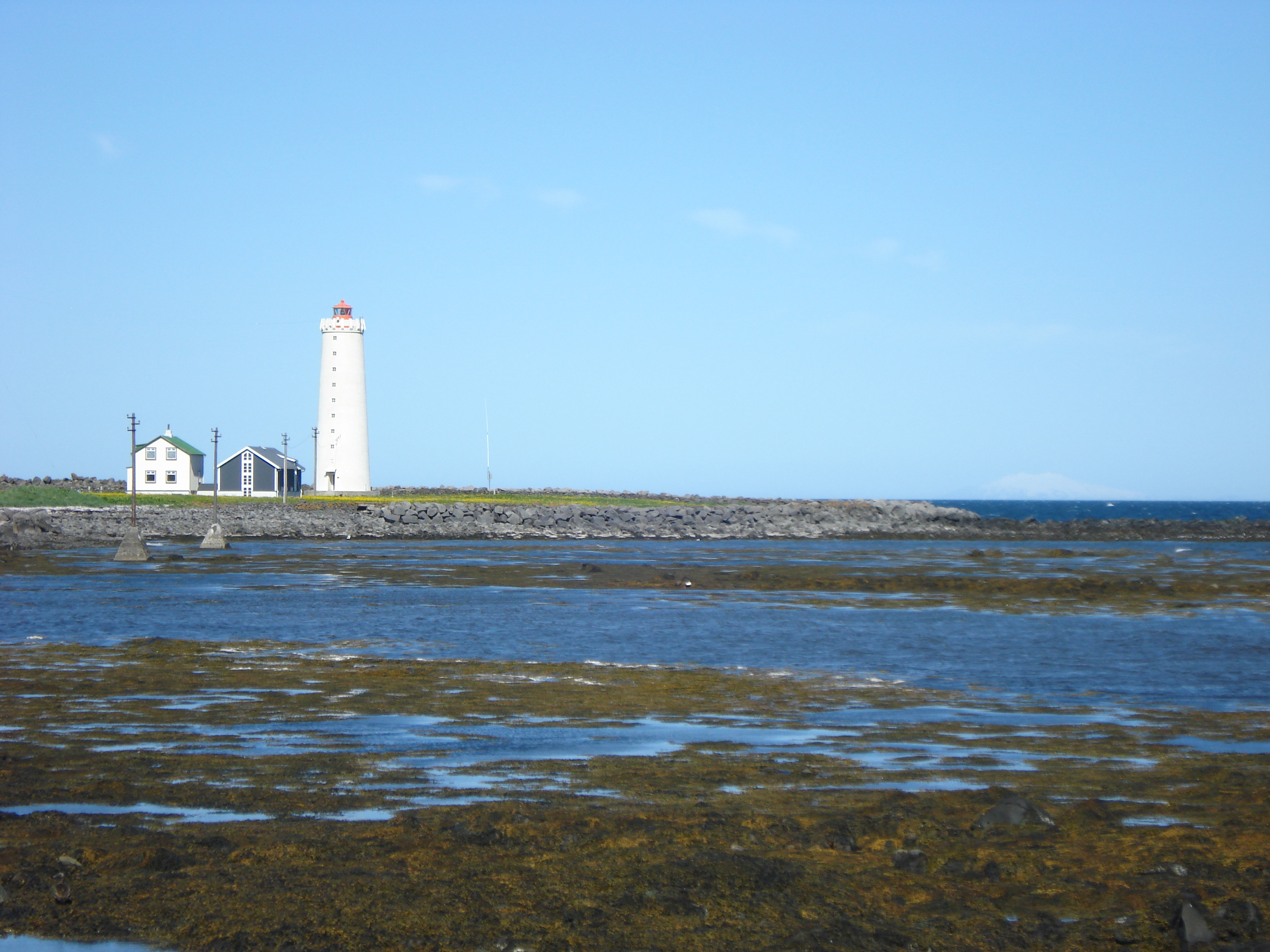
Fyr på Grótta, Seltjarnarnes

Seltjarnarnes är en förort till Reykjavik och en kommun på Island, belägen på en långsmal halvö omedelbart väster om huvudstaden Reykjavik. Bebyggelsen i Seltjarnarnes hänger ihop med bebyggelsen i Reykjavik, och utgör den nordvästligaste delen av Reykjaviks storstadsområde. Cirka 4 664 personer bor i Seltjarnarnes (2019) och kommunen är Islands minsta till ytan (cirka 2 km²).
Seltjarnarnes var tidigare jordbruksmark med gården Nesstofa längst ut på udden som också utgjorde även bostad för Islands första kirurger och apotekare. Var på slutet av 1900-talet medicinmuseum som numera har nya lokaler i närheten. Frun på Näset som bodde där, hade betydelse för isländska konstnärer på 1900-talet och därför är området, innan förortsbebyggelsen, avbildat i Isländsk konst.  

## Befolkningsutveckling
Befolkningsutveckling 1980–2008.
| År   | innevånare |
| 1980 | 3 100      |
| 1990 | 4 143      |
| 1995 | 4 541      |
| 2000 | 4 654      |
| 2005 | 4 461      |
| 2006 | 4 467      |
| 2007 | 4 428      |
| 2008 | 4 410      |